# Ofloxacină
Ofloxacina este un antibiotic din clasa fluorochinolonelor de generația 2-a. Este utilizată în tratamentul unor infecții bacteriene, precum: pneumonie, uretrită, prostatită și alte infecții de tract urinar. Mai poate fi utilizată în picături oftalmice sau auriculare, pentru tratamentul infecțiilor de la acest nivel (conjunctivite, keratite, blefarite, otite externe și medii).
Molecula a fost patentată în anul 1980 și a fost aprobată pentru uz medical în anul 1985. Se află pe lista medicamentelor esențiale ale Organizației Mondiale a Sănătății. Este disponibil ca medicament generic.